# Ferrocarriles Nacionales Polacos
Ferrocarriles Nacionales Polaco (en polaco: Polskie Koleje Państwowe), comúnmente conocido por sus siglas PKP, es la principal empresa ferroviaria de pasajeros y de carga en Polonia. La longitud total de la vía férrea gestionada por PKP es de 23.429 kilómetros.
La compañía fue fundada en 1926 y en 2001 fue dividida en filiales para cumplir con los estándares de la Unión Europea. Forma parte del conglomerado estatal PKP Group e incluye filiales como PKP Intercity y PKP Cargo, que se ocupan de trenes de viajeros de larga distancia y trenes de mercancías, respectivamente. También incluía PKP Przewozy Regionalne (actual Polregio), filial dedicada al transporte regional de viajeros, hasta que esta se constituyó como entidad independiente en 2001.

## Historia

### Orígenes (1918-1938)
Tras lograr la independencia el 11 de noviembre de 1918, Polonia pudo recuperar los antiguos sectores de ferrocarriles militares rusos y austriacos. El Ministerio de Comunicaciones creó el Departamento del ferrocarril y los ferrocarriles polacos fueron nombrados oficialmente Polskie Koleje Państwowe.

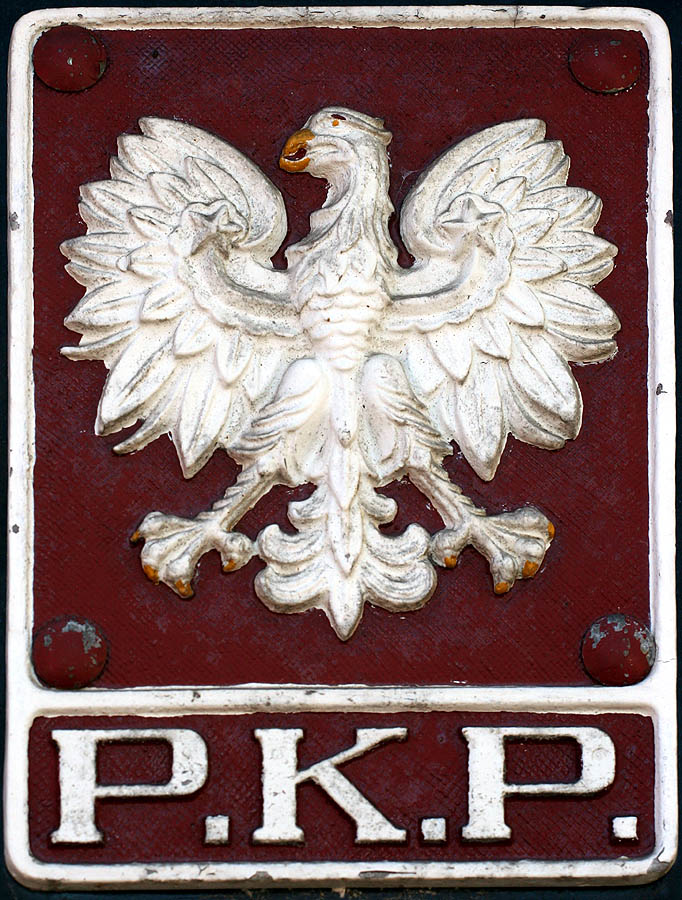
Insignia histórica de Polskie Koleje Państwowe.

En diciembre de 1918 estalló la sublevación de la Gran Polonia. Los rebeldes se hicieron cargo del sector de los ferrocarriles de la antigua Prusia. Un año después, las luchas por Lwów habían terminado y la antigua administración ferroviaria austriaca fue tomada por Polonia. Asumir el control de los ferrocarriles prusianos se prolongó hasta 1921.
Después de la victoria sobre el Ejército Rojo en la guerra polaco-bolchevique (1920) la estructura ferroviaria quedó muy dañada en la ruta por la que los comunistas se estaban retirando. Al mismo tiempo, las relaciones tensas con Lituania llevó a los ferrocarriles alrededor de Vilna y Minsk a una desintegración parcial y al estancamiento. El ferrocarril Libau-Romny no fue recuperado.
La administración de los ferrocarriles polacos finalmente se hizo cargo del servicio en la Alta Silesia en 1922. Ese mismo año, se tomó la decisión de dividir los ferrocarriles de Polonia en nueve distritos administrativos.
Una crisis económica en 1930 obligó al Estado a recortar su presupuesto en inversión ferroviaria. Las ganancias disminuyeron en un 50% con respecto a 1929. El año siguiente, más de 23.000 empleados de PKP habían sido despedidos y comenzaron protestas y huelgas contra las autoridades para tratar de encontrar una solución. El final de la crisis y el aumento del transporte de carga y los ingresos se produjo en 1937.

### Segunda Guerra Mundial (1939-1945)
El 1 de septiembre de 1939, los ferroviarios de Szymankowo detuvieron a un tren blindado alemán antes de su llegada en el puente sobre el río Vístula y los soldados polacos volvieron a unir las cargas explosivas desconectadas por los bombarderos alemanes e hicieron volar el puente. El ferroviarios y algunos de sus familiares inocentes fueron ejecutados por los alemanes ese mismo 1 de septiembre de 1939. Después de la invasión soviética de Polonia oriental, el 17 de septiembre de 1939, la mayor parte del material rodante polaco cayó en manos soviéticas.
Los ferrocarriles polacos en Silesia, Pomerania y Gran Polonia fueron adoptados por los ferrocarriles alemanes Deutsche Reichsbahn el 25 de septiembre.
Hasta el último momento antes del ataque alemán a la Unión Soviética en 1941, los trenes transportaron mercancías desde la Unión Soviética a Alemania. El comienzo de los ataques alemanes en la Unión Soviética el 22 de junio de 1941 dio lugar a la posesión de material rodante ferroviario y por el Ostbahn y la posesión de material rodante de PKP a vía de trocha ancha y la reconstrucción del ancho internacional. El comienzo de un sabotaje organizado por el movimiento de resistencia polaco de los ferrocarriles tuvo lugar casi al mismo tiempo.
En 1942 comenzó la producción de locomotoras de vapor de uso militar DR Kriegslok BR52 (PKP clase Ty2) en Poznań y Chrzanów, mientras que las calderas de vapor para estas locomotoras fueron producidos en Sosnowiec.
El Levantamiento de Varsovia causó daños generalizados al material rodante de Varsovia. La red y la tracción eléctrica, los dos puentes sobre el río Vístula y el túnel subterráneo de la línea que cruza el centro de Varsovia fueron destruidos.
A principios de 1945 fue creado el Ministerio de Transportes, así como la Dirección Regional de Ferrocarriles Nacionales. Muchas locomotoras de antes de la guerra fueron enviados a la Unión Soviética. Polonia recibió locomotoras alemanas como compensación por las pérdidas de guerra. En junio se inauguró la conexión ferroviaria con Varsovia y una estación de ferrocarril temporal compuesta de almacenes. El 15 de septiembre de 1945, PKP asumió la gestión de todas las líneas ferroviarias en un nuevo territorio polaco de la Unión Soviética. La mayoría de estas líneas fueron destruidas o quedaron inaccesibles. Los ferrocarriles en el país se dividieron en diez distritos.

### Época comunista polaca y auge (1946-1990)

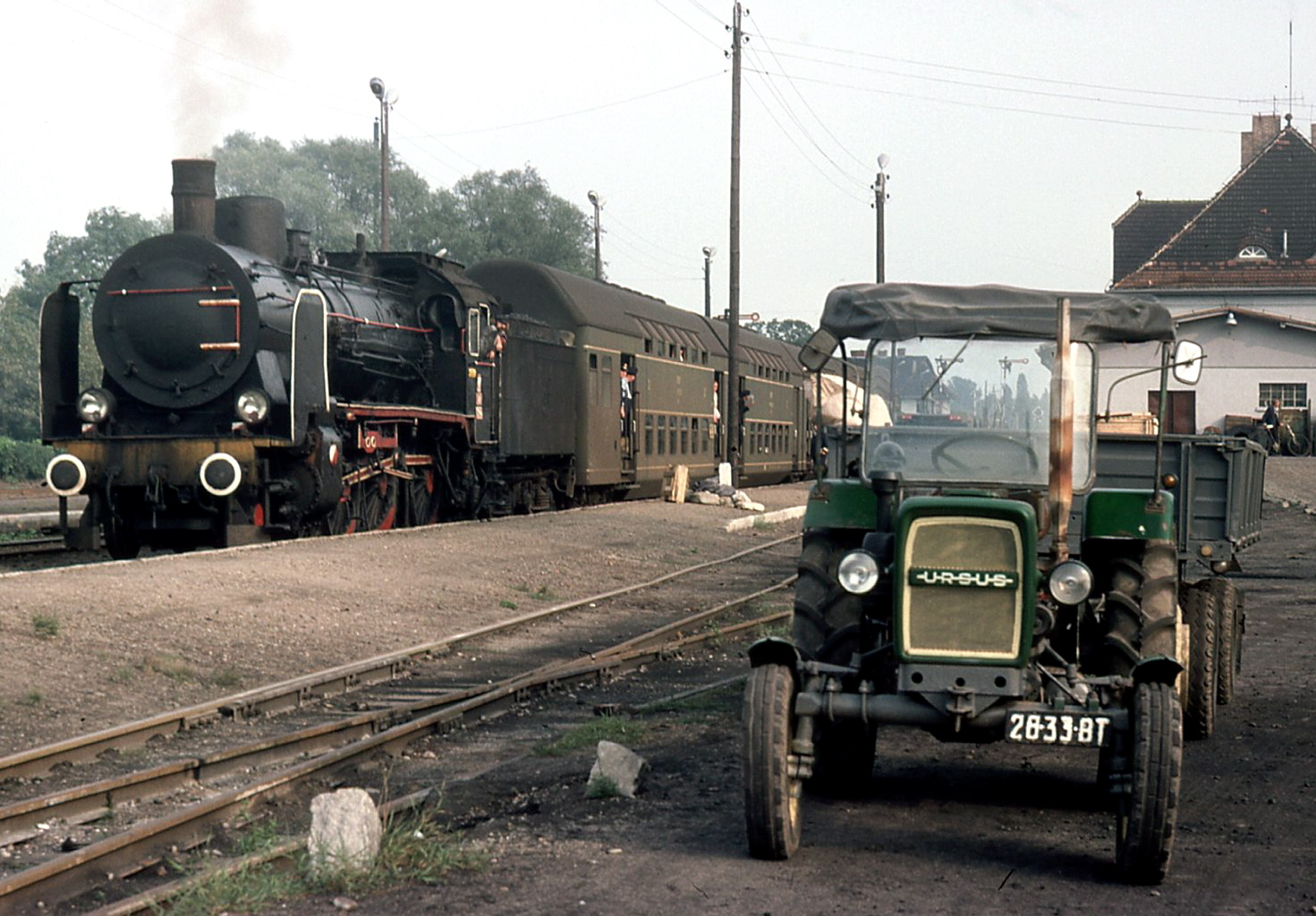
Una locomotora a vapor de PKP transportando pasajeros en 1976.

A mediados y finales de la era comunista, el estado de los ferrocarriles polacos se fue deteriorando en gran medida. Anteriormente considerada una red grande y rentable, la sistemática falta de financiación y la falta de adquisición de nuevo material rodante dejó al PKP lejos de los operadores ferroviarios de Europa Occidental en cuanto a avances técnicos y comodidad de los pasajeros. Además de esto, el mal estado de muchas líneas ferroviarias en todo el país llevaron a tiempos de viaje cada vez mayores para los pasajeros y, como resultado, dejó a los ferrocarriles en posición de desventaja para competir con los autobuses interurbanos y el transporte aéreo.
Durante todo el período comunista sólo se completó un gran proyecto de infraestructura en relación con el ferrocarril. Fue la Línea Central, un proyecto de prestigio terminado en 1976 y destinado principalmente para el uso de los servicios de pasajeros, que por primera vez permitía a los pasajeros viajar con comodidad a una velocidad relativamente alta desde Cracovia, Katowice y otras ciudades de la Silesia y Polonia y aglomeraciones urbanas menores a Varsovia. Sin embargo, a pesar de la finalización con éxito de la sección del sur al centro de Polonia, la ampliación prevista de Gdańsk y los puertos del Báltico en el país nunca se realizaron, por lo que redujo significativamente tanto la utilidad y el potencial de la línea.
Desde el regreso de Polonia a la democracia liberal en la década de 1990, los Ferrocarriles Estatales de Polonia se han enfrentado a una competencia cada vez mayor por el transporte automotor privado, con el país en una rápida expansión de la red de autopistas y vías rápidas. Sin embargo, ya en el siglo XXI, los cada vez menores tiempos de viaje, mejores horarios que permiten conexiones bien coordinadas, el auge de los operadores privados y las grandes inversiones recientes en la infraestructura, así como nuevo material rodante, han favorecido notablemente a los ferrocarriles.

## PKP en la actualidad

### Precio del sistema
El sistema de precios actualmente empleado por el PKP es altamente regresivo. En las rutas internacionales, como por ejemplo, el Expreso Berlín-Varsovia y el autobús nocturno Varsovia-Vilna, usa un sistema de precios global que requiere comprar dos billetes separados (uno en cada sentido) en lugar de un único y consolidado billete de vuelta. Los precios de trenes de larga distancia y local están separados unos de otros y, por lo tanto, los billetes emitidos por los operadores de trenes locales no puede ser usados en servicios de larga distancia, y viceversa. Los billetes internacionales, sin embargo, son válidos para todos los servicios en los que uno está obligado a viajar a fin de llegar al destino final indicado en el billete (a menos que una ruta específica sea estipulada en los términos y condiciones de uso).

### Desarrollo, infraestructura y alta velocidad

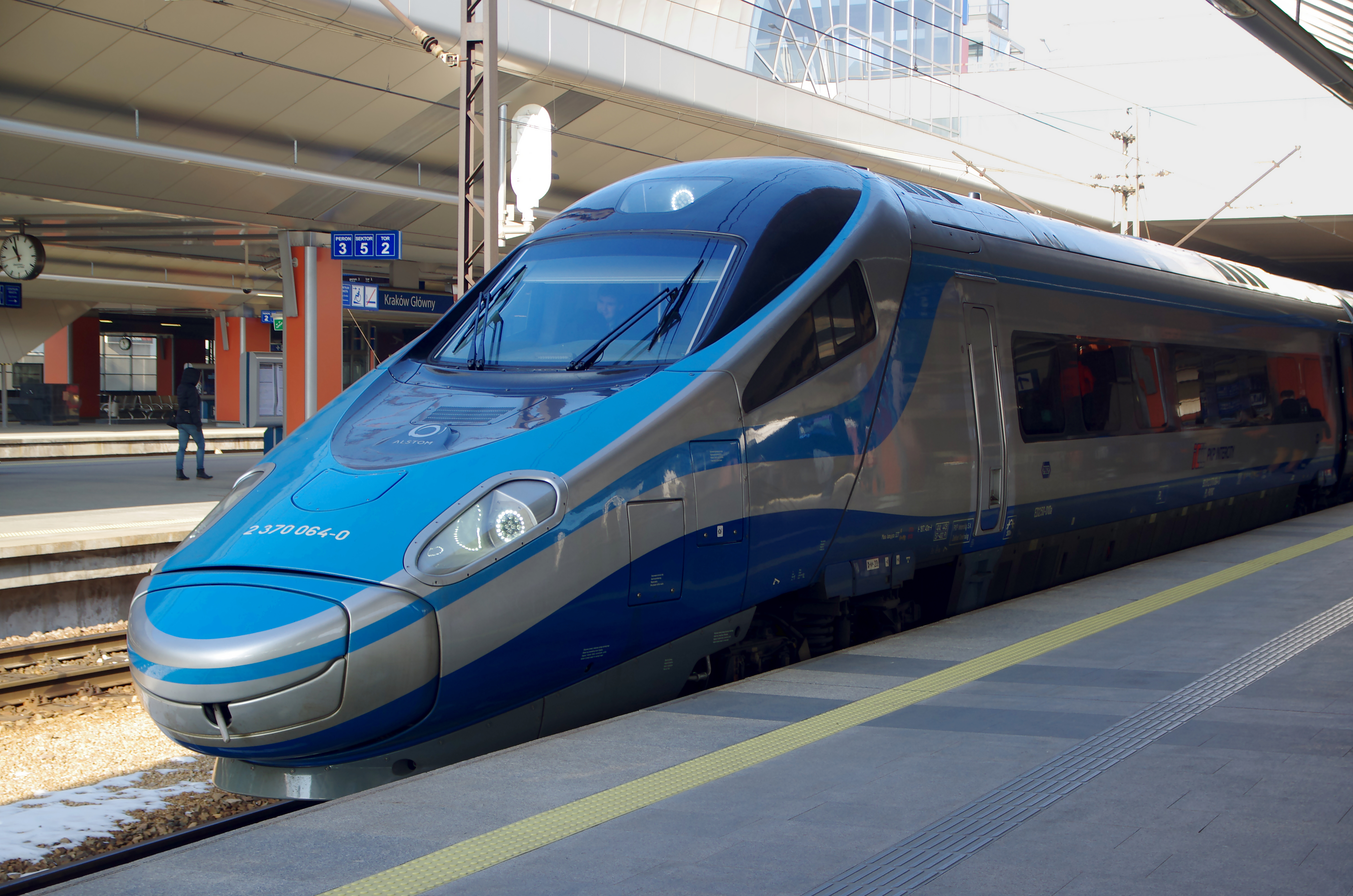
Pendolino polaco en la estación de Kraków Główny, Cracovia.

Los actuales planes de PKP para desarrollar trenes de alta velocidad en Polonia, llamada "Y", conectarán la línea Varsovia–Łódź–Kalisz y luego se dividirá en dos ramas, una a Breslavia y otra a Poznań. La disposición geométrica de la línea será diseñada para permitir velocidades de 360 km/h. La construcción está prevista que comience en 2014 y termine en 2019. En abril de 2010 la licitación para un estudio de viabilidad se adjudicó a un consorcio liderado por la empresa española Ingeniería IDOM. El estudio de viabilidad se concedió en 80 millones de euros en subvención de la Unión Europea. El costo total de la línea, incluyendo construcción y un conjunto de trenes, se ha estimado en 6.900 millones de euros y se prevé que será financiado en parte por subvenciones de la Unión Europea.

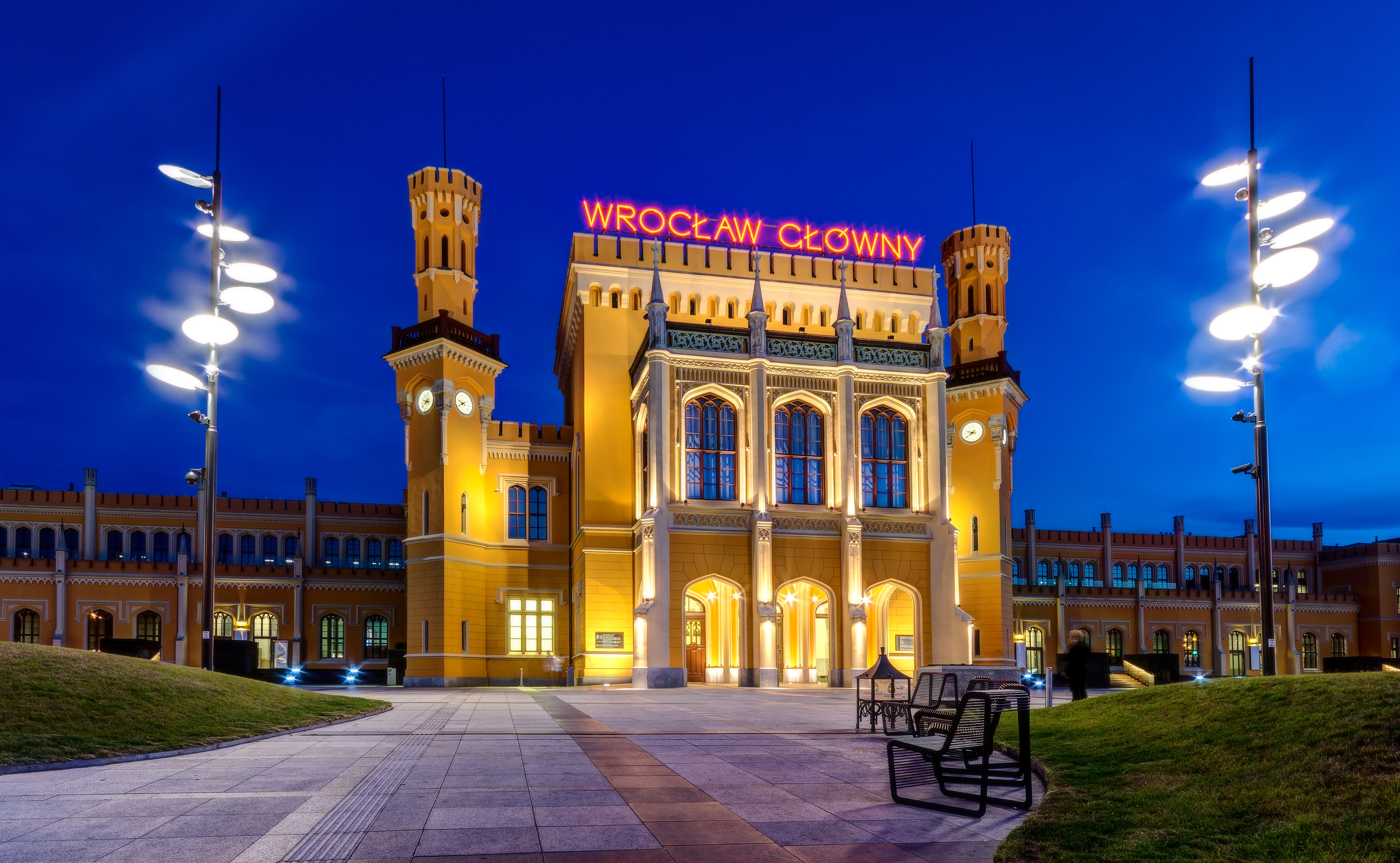
Estación de Wrocław Główny (Estación Central de Breslavia).

En septiembre de 2010, Alstom fue el único postor en una licitación de trenes de alta velocidad y suministrará 20 trenes Nuevo Pendolino de PKP Intercity, será capaz de ejecutar los servicios internacionales a Alemania, Austria y la República Checa. El contrato de Alstom para el suministro y posterior mantenimiento de estos trenes de PKP Intercity, se firmó el 30 de mayo de 2011. Como parte del acuerdo, Alstom construirá un nuevo centro de mantenimiento de material rodante en las cercanías de Varsovia.
En el centro de la ciudad de Łódź la línea "Y" viajará a través de un túnel subterráneo que uniría dos estaciones de ferrocarril existentes. Uno de ellos: Łódź Fabryczna se reconstruyó como una estación de metro.
Desde el año 2009 la subdivisión PKP Polskie Linie de Kolejowe ("Líneas ferroviarias polacas") ha estado usando la nueva marca 'Dworzec Polski' ("estación polaca"). Esta marca y su correspondiente campaña de relaciones públicas 'ROBI SIĘ!' ("Se está preparando!") fue desarrollada con el fin de arrojar más luz sobre remodelaciones de estaciones de todo el país. El espíritu de la marca exige fundamentalmente que la estación en cuestión se transforme por completo para cumplir con los más altos estándares de confort y servicio técnico antes de poder convertirse en miembro de la red 'Dworzec Polski'. En la actualidad hay 77 estaciones que participan en el programa 'ROBI SIĘ!', entre las que se incluyen las principales estaciones de Varsovia, Katowice, Cracovia, Breslavia y Gdynia.